# Daniel Stedman
Daniel Stedman   (Maine, segle XX) és un director de cinema, productor i guionista i editor nord-americà, guanyador de diversos premis. Stedman va ser el propietari i president de Northside Media Group fins a la seva adquisició, fundador i propietari de The L Magazine Brooklyn Magazine i BAMbill. Stedman és un organitzador de Taste Talks, SummerScreen a McCarren Park, i al Northside Festival.

## Biografia
Stedman és el tercer fill de Barbara i Michael Stedman. El seu pare Michael Stedman va néixer al Old Harbour Housing Project a O'Callaghan Way a South Boston i antic soldat de la Reserva de l'Exèrcit dels EUA amb la 94a Infanteria.
Es va llicenciar en física al Bates College a Lewiston (Maine). Vivia a Shakespeare and Company a París i al Chelsea Hotel després del seu divorci. Actualment viu a Nova York, i ha publicat poemes a la revista de París Kilometer Zero.

## Carrera

### Cineasta
El seu curtmetratge Celebration va rebre el reconeixement, i li va permetre ser el cineasta més jove convidat mai al Festival Internacional de Cinema de Berlín. El seu treball va ser guardonat amb diversos premis, sobretot un Premi Teddy d'un jurat independent al 52è Festival Internacional de Cinema de Berlín. La seva obra s'ha presentat a nombrosos festivals internacionals de cinema, inclòs el prestigiós Festival Internacional de Cinema de Canes.
Més recentment, tant Stedman com el seu cosí Aron Epstein van actuar i codirigir la seva pel·lícula The Moth and the Firefly. Inspirada en l'apagada de la ciutat de Nova York de 2003, el curtmetratge d'animació es va estrenar al Festival Internacional de Cinema de San Joaquin el maig de 2009. Va guanyar 'Palma de bronze' al Festival Internacional de Cinema de Mèxic.

### Editor
És cofundador i expresident de 'The L Magazine, i dirigeix el lloc web Yourlocal.com. Quan es va llançar per primera vegada el 2003, The L Magazine va tenir una acalorada rivalitat amb la New York Press. Això es va resoldre quan Jeff Koyen, editor en cap de New York Press es va reunir amb Scott Stedman, editor en cap de The L Magazine i germà de Daniel Stedman, durant un partit de boxa benèfic un contra un el 29 d'octubre de 2003.
És el propietari i president de la revista Brooklyn, fundada el 2010.

### Escriptor
Va coescriure el llibre infantil "The Moth and the Firefly" (ISBN 9780985647711)

### Mitjans
Stedman Stedman parla i ha estat entrevistat a SXSW, CES, Orange Institute, The New York Times, New York Magazine, Refinery29, Huffington Post, TechCrunch, Inc. Magazine, The New York Observer, Vogue Japan, Newsweek & The Village Voice. Va presentar el llançament del Dell XPS 13 a el Consumer Electronics Show de Las Vegas.

### Modelatge
Stedman va posar a Vogue Japan i a la campanya de tardor 2017 de United Arrows.

### Polèmica
Hi ha afirmacions que Northside s'ha negat a pagar els treballadors durant anys. Stedman i el Northside Festival van retirar la banda Good English de la seva formació del 2016 després que el bateria defensés un estudiant de la Universitat Stanford acusat d'agressió sexual. Stedman va ser interpretat per Zach Galifiniakis al final de la primera temporada de Bored to Death. Hi ha afirmacions que Northside Media Group té deutes restants després de la seva adquisició.

## Filmografia
- Babble (2010)
- Clownface (2010)
- The Moth and the Firefly (2009)
- Mother (2007)
- Celebration (2002)
- Fighting Still Life (2002) (director assistent)
- Maldoror (2001)
- K (1999)

### Premis i nominacions
- 2002, guanya 'Le Roger' al Festival de Cinema d'Avinyó[12]
- 2002, guanya el 'Premi Stonewall' al Festival Internacional de Cinema Gai i Lèsbic de Barcelona
- 2002, guanya el 'Premi Teddy' al Festival Internacional de Cinema de Berlín[5][9][10][44]
- 2002, va guanyar el "Premi del Públic" al Festival Internacional de Cinema Gai i Lesbià de Torí
- 2002, nominat com a "Millor curtmetratge" al Festival Internacional de Cinema Gai i Lesbià de Torí